# Dziedzino (rejon głębocki)
Dziedzino (biał. Дзедзіна, Dziedzina; ros. Дедино, Diedino) – chutor na Białorusi, w obwodzie witebskim, w rejonie głębockim, w sielsowiecie Hołubicze.

## Historia
W latach 1921–1945 miejscowość leżała w Polsce, w województwie wileńskim, w powiecie dziśnieńskim, do 11 kwietnia 1929 w gminie Dokszyce, następnie w gminie Hołubicze.
W 1931 roku w 3 domach zamieszkiwało 16 osób.